# Phyllonomeus
 Phyllonomeus — підрід жуків роду Larinus родини Довгоносики (Curculionidae).

## Зовнішній вигляд
До цього підроду відносяться жуки дрібного та середнього розміру, довжина тіла яких становить 4.5-13 мм. Основні ознаки:
- головотрубка біля очей, у основи без плаского сідлоподібного вдавлення;
- головотрубка кругла у поперечному перерізі, досить тогнка і не коротше від передньоспинки;
- стволик вусиків довгий, тонкий і не коротший за їхній джгутик.

## Спосіб життя
Типовий для видів роду Larinus. Рослинами-господарями слугують різні види з родини айстрових. Імаго живляться зеленими частинами рослин, яйця відкладаються по одному у суцвіття-кошики. Личинки живляться незрілими сім'янками і заляльковуються у камері з досить міцними стінками.

## Географічне поширення
Ареал підроду охоплює весь Південь Палеарктики, тяжіючи до Середземномор'я. У цих широких межах значній частині видів притаманний порівняно невеликий регіон. Дев'ять видів цього підроду мешкають в Україні, причому у двох з них через Україну проходить межа їхніх ареалів (див. нижче).

## Класифікація
Нижче наведено перелік 37 видів цього підроду, що мешкають у Палеарктиці. Види української фауни позначені кольором:
- Larinus adspersus  Hochhuth, 1847 — Закавказзя, Південь Європи, Туреччина, Близький Схід, Іран, Туркменістан
- Larinus afer Gyllenhal, 1835 — Португалія, Іспанія, Алжир, Марокко
- Larinus albocinctus Chevrolat, 1866 Італія (Сицилія), Португалія, Іспанія
- Larinus araxicola Gültekin, 2006 — Туреччина
- Larinus carlinae  (Olivier, 1807) — Європа (крім Півночі), Алжир, Марокко, Туреччина, Західний Сибір, Північно-Західний Китай, інтродукований у Північну Америку та Австралію
- Larinus centaurii (Olivier, 1807) — Південь Європи, Західний Сибір, Казахстан, Іран
- Larinus filiformis Petri, 1907 — Греція, Болгарія, Закавказзя, Туреччина
- Larinus gigas Petri, 1907 — Туреччина, Близький Схід, Іран
- Larinus gravidus (Olivier, 1807) — Іспанія, Португалія, Алжир
- Larinus grisescens Gyllenhal, 1835 — Південь Європи від Італії до Закавказзя, Туреччина, Близький Схід
- Larinus griseopilosus Roelofs, 1873 — Північна Індія, Китай, Японія, Індо-Малайська область
- Larinus iaceae  (Fabricius, 1775) — Європа (крім півночі), Закавказзя, Алжир, Близький Схід, Туреччина, Східний Сибір, Казахстан, Середня Азія, Іран, Китай
- Larinus impressus Gebler, 1830 — Західний та Східний Сибір, Далекий Схід
- Larinus latissimus Roelofs, 1873 — Західний Сибір, Далекий Схід, Японія, Північ Китаю
- Larinus lejeunei Capiomont, 1874 — Алжир, Марокко
- Larinus lethierryi C. N. F. Brisout de Barneville, 1866 — Іспанія
- Larinus leuzeae Fabre, 1870 — Франція
- Larinus longirostris Gyllenhal, 1835 — Португалія, Іспанія, Франція, Італія, Алжир, Ізраїль
- Larinus meleagris Petri, 1907 — Далекий Схід, Японія, Китай
- Larinus microlonchi Peyerimhoff, 1911 — Алжир, Марокко
- Larinus nanus Lucas, 1847 — Іспанія, Алжир, Марокко
- Larinus ovaliforntis Capiomont, 1874 — Лівія, Близький Схід, Туреччина, південь Європейської Росії,
- Larinus perrinae Gültekin, 2006 — Туреччина, Сирія
- Larinus pruinosus  Petri, 1907 — Україна, Казахстан, Західний Сибір
- Larinus rectinasus  Petri, 1907 — південь Європейської Росії, Україна, Західний Сибір, Іран, Турменістан
- Larinus remissus Faust, 1889 — Закавказзя
- Larinus rusticanus  Gyllenhal, 1835 — Південь Європи, Алжир, Марокко, Туреччина
- Larinus saussureae Marshall, 1924 — Північ Індії
- Larinus scabrirostris Faldermann, 1835 — Західний Сибір, Китай, Монголія, Далекий Схід,
- Larinus scolopax Petri, 1907 — Закавказзя, Туреччина, Іран
- Larinus sturnus  (Schaller, 1783) — Європа (крім півночі), Північна Африка, Туреччина, Іран, Західний Сибір
- Larinus sulphurifer Boheman, 1843 — Іспанія, Алжир, Марокко
- Larinus tenuicorpus Ter-Minasian, 1962 — Вірменія, Туреччина
- Larinus turbinatus  Gyllenhal, 1835 — Південь Європи, Закавказзя, Західний Сибір, Ізраїль, Іран, Казахстан, Киргизстан, Китай
- Larinus variegatus Kôno, 1929 — Японія, Тайвань,
- Larinus villosicollis Desbrochers des Loges, 1892 — Алжир, Марокко
- Larinus westringii Capiomont, 1874 — Алжир, Марокко
- Larinus zanoni F. Solari, 1922 — о. Крит, Лівія